# Roman Duszek
Roman Duszek (ur. 1935 w Warszawie) – polski grafik i dydaktyk, twórca systemów informacji wizualnej, m.in. dla metra warszawskiego, projektant znaków graficznych i opakowań, absolwent Akademii Sztuk Pięknych w Warszawie, wykładowca na Missouri State University.

## Życiorys

### Wykształcenie
W latach 1953–1959 studiował w warszawskiej Akademii Sztuk Pięknych. Dyplom uzyskał w 1959 roku w pracowni Andrzeja Rudzińskiego. W latach 1978–1984 był docentem Akademii Sztuk Pięknych w Warszawie na Wydziale Wzornictwa Przemysłowego.

### Kariera zawodowa
Po studiach pracował dla wielu instytucji i wydawnictw. Został zatrudniony w Przedsiębiorstwie Urządzeń Reklamowych „Reklama”, gdzie był odpowiedzialny za aranżacje wystaw i dekoracji sklepowych. Tam również zajmował się projektowaniem małych form wydawniczych, opakowań i znaków graficznych. Większe sukcesy w dziedzinie projektowania zaczął odnosić wraz z uczestnictwem w konkursach organizowanych przez „Pracownie Sztuk Plastycznych”. Pierwsze logo, dzięki któremu został zauważony, to znak dla Przedsiębiorstwa Handlu Zagranicznego „Bumar”. Chociaż logo Duszka nie wygrało przetargu, zostało wybrane przez Zarząd firmy i przetrwało do 2011 roku.
W 1966 roku Roman Duszek wyjechał na trzy lata do Paryża, gdzie projektował identyfikacje marek i opakowania dla Studia Lonsdale Design. Po powrocie do Warszawy związał się z Doświadczalną Oficyną Graficzną założoną przez profesorów z warszawskiego ASP: Andrzeja Rudzińskiego, Leona Urbańskiego i Henryka Urbanowicza. Oficyna specjalizowała się w drukach bibliofilskich i rządowych akcydensach. Jednocześnie projektował opakowania dla Fabryki Kosmetyków Pollena-Uroda i kampanie informacyjno-reklamowe dla Centrali Handlu Zagranicznego Coopexim. W latach 1972–1976 był dyrektorem Wydawnictw Szkolnictwa Zawodowego (późniejszych Państwowych Zakładów Wydawnictw Szkolnych), a następnie Krajowej Agencji Wydawniczej (1976-78), gdzie zarządzał zespołem odpowiedzialnym za projektowanie składów i opracowywanie publikacji do druku. W latach 1978–1984 wrócił na ASP w Warszawie, aby wykładać na Wydziale Wzornictwa Przemysłowego. Oprócz tego, w latach siedemdziesiątych zaprojektował wiele znanych znaków graficznych.
W 1978 roku, wraz z Andrzejem Zbrożkiem, wygrał przetarg na zaprojektowanie identyfikacji LOT-u. Doświadczenie zdobyte w praktyce, Duszek przełożył na swój program dydaktyczny, pierwszy tego typu w Polsce, gdzie brakowało do tej pory źródeł na temat projektowania tego typu systemów informacji. Za swoją pracę na tym polu otrzymał w 1983 roku Nagrodę ICSID-Kyoto za projekt Systemu Orientacji w Miastach (w zespole z Jerzym Porębskim, Jackiem Surawskim i Andrzejem Wróblewskim).
Od 1977 do 1981 roku pracował dla Międzynarodowej Rady Stowarzyszeń Projektowania Graficznego Icograda, najpierw jako członek zarządu, a potem jako wiceprezes.
Jego prawdopodobnie najbardziej rozpoznawalny projekt to stworzony z Ryszardem Bojarem w 1983 r. system informacji wizualnej metra warszawskiego.
Od 1984 r. mieszka w USA, gdzie uczył projektowania w University of Illinois w Urbana-Champaign (1984-1988) i Missouri State University w Springfield (1988-2008). Po przejściu na emeryturę, wciąż pracuje jako grafik i konsultant ds. komunikacji wizualnej.

## Projekty

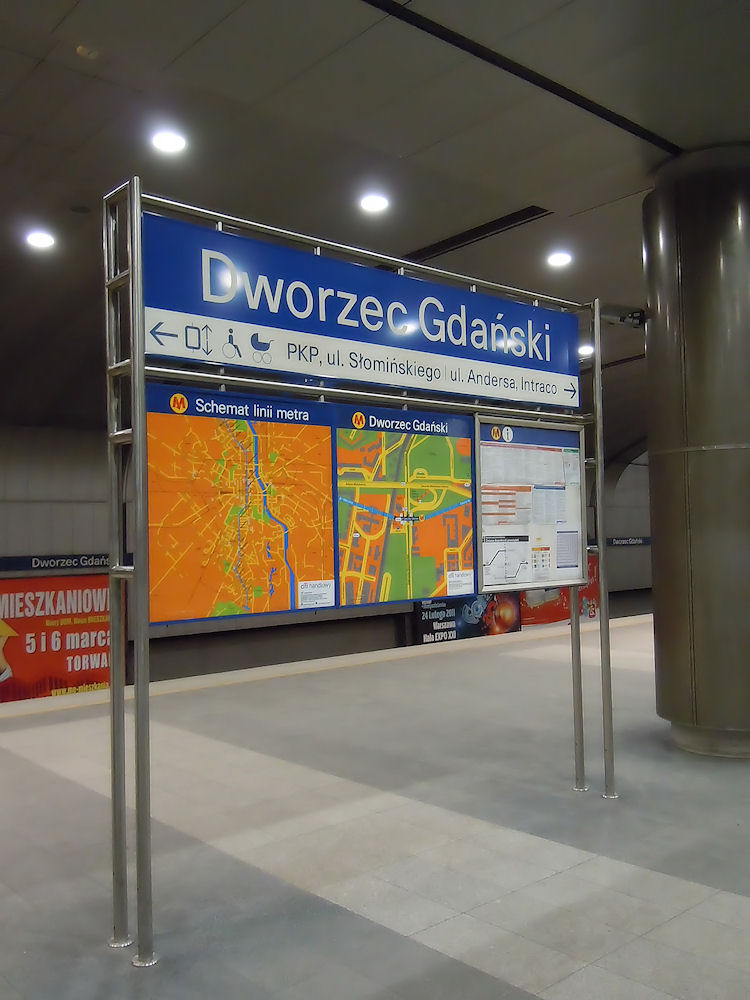
System informacji w Metrze Warszawskim stworzonym przez Romana Duszka i Ryszarda Bojara

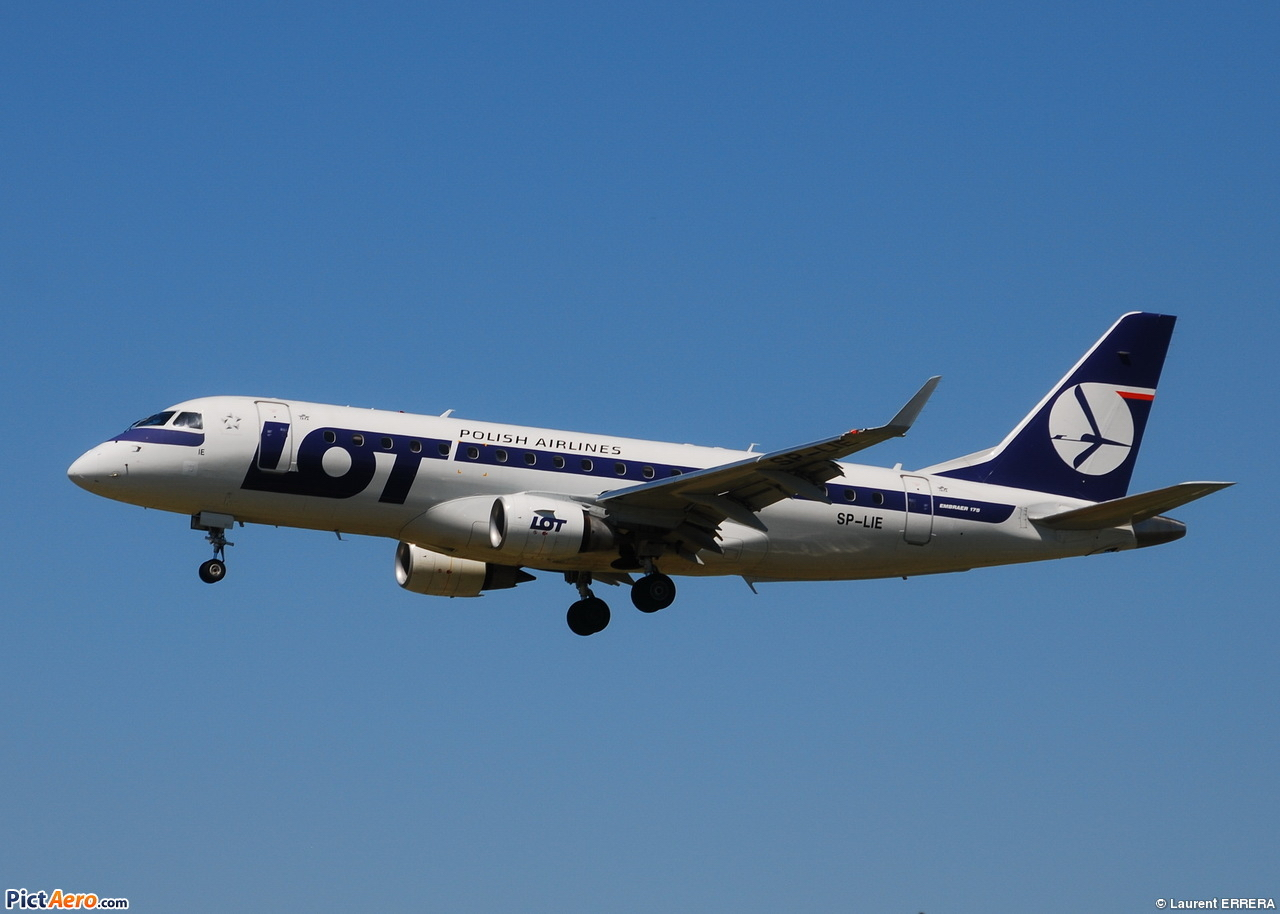
Samolot Polskich Linii Lotniczych LOT z widocznym obrandowaniem stworzonym przez Romana Duszka i Andrzeja Zbrożka w ramach pracy nad identyfikacją dla LOT-u

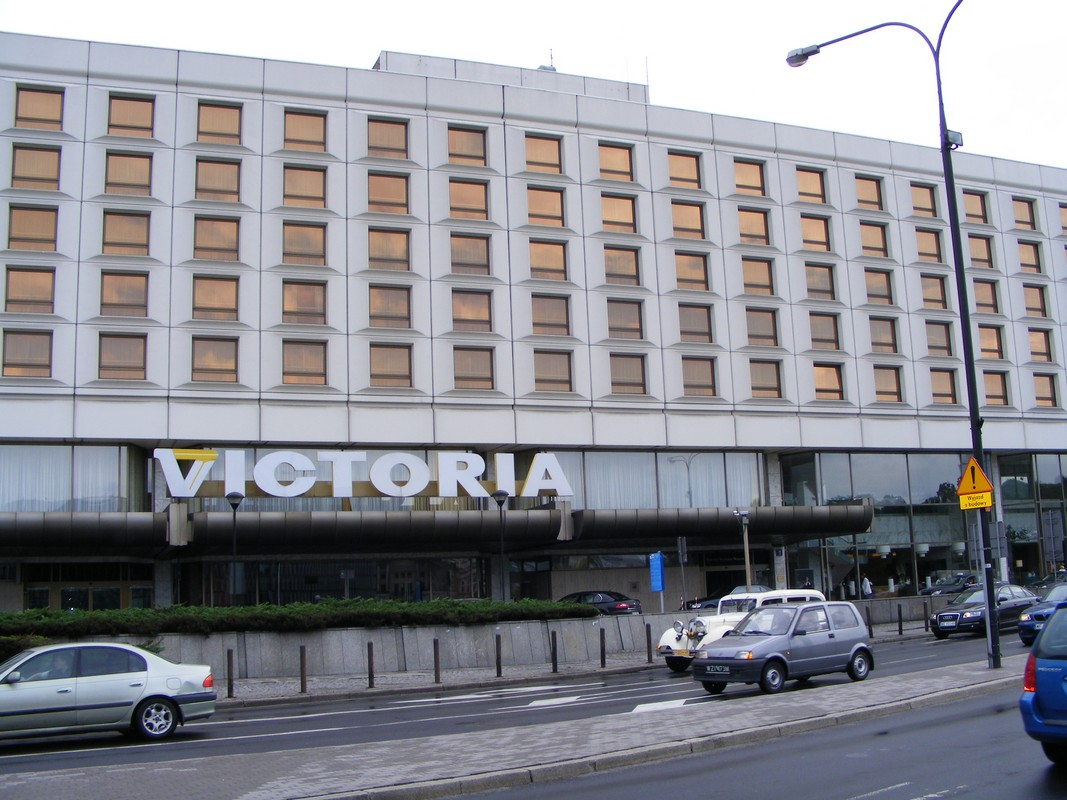
Hotel Victoria, przed zmianą nazwy na Sofitel, z widocznym logo zaprojektowanym przez Duszka.

Znaki stworzone przez Romana Duszka wrosły na stałe w świadomość Polaków żyjących w PRL-u. Zaprojektował on loga dla takich instytucji jak: Coopexim (1972), Instytut Badań Jądrowych w Świerku (dziś Narodowe Centrum Badań Jądrowych; 1973), Narodowy Fundusz Ochrony Zdrowia (1973), Elektrownia Kozienice (1974), Muzeum Kolejnictwa w Warszawie (1975), Dziennik Telewizyjny i Telewizja Polska (1976), Akademia Medyczna w Warszawie (1978) czy Instytut Psychoneurologiczny w Warszawie (1979). Jego dziełem jest również kultowy już dziś logotyp Polskiego Fiata 125p (ok. 1975).
Duszek jest też twórcą loga i całej identyfikacji bardzo znanego w PRL-u, symbolu ówczesnego luksusu i międzynarodowości, hotelu Victoria w Warszawie (1973-1976). Oprócz zaprojektowania logotypu, Duszek pracował nad systemem nawigacji wewnątrz budynku oraz nad zestawem druków reklamowych i akcydensowych, takich jak: formularze hotelowe, karty menu i rachunki z czterech restauracji hotelowych. Widoczny w logotypie hotelu znak „V” to geometryczne nawiązanie do warszawskiej Syrenki z mieczem. Następnie Duszek zaprojektował kolejny złożony system wayfindingowy dla szpitala dziecięcego w Prokocimiu (obecnie Uniwersytecki Szpital Dziecięcy w Krakowie), który wówczas był największym i najnowocześniejszym kompleksem szpitalnym.
W 1978 roku Roman Duszek wraz z Andrzejem Zbrożkiem wygrali przetarg na przeprojektowanie identyfikacji Polskich Linii Lotniczych LOT. W pierwszej kolejności projektanci zaprojektowali nowy logotyp, wykorzystując istniejące już logo Tadeusza Gronowskiego z 1929 roku przedstawiające żurawia w locie, i wpisując je w literę O. Zmienili jednak kolorystykę i formę graficzną znaku, tworząc prawdopodobnie jeden z najbardziej rozpoznawalnych znaków graficznych w Polsce. Przed przystąpieniem do samego projektowania Duszek przeprowadził pionierskie w skali kraju obserwacje i badania, w których porównywał rozpoznawalność znaków i określał czytelność szczegółów na widocznych z daleka samolotach. Duszek wraz ze Zbrożkiem, oprócz samego logotypu, zaprojektowali całą dokumentację techniczną projektu, która określała zasady stosowania znaku.
Doświadczenie zdobyte w projektowaniu identyfikacji LOT-u okazało się użyteczne w planowaniu systemu informacji dla metra warszawskiego, przy którym Duszek pracował z Ryszardem Bojarem i Markiem Stańczykiem. Projektanci współpracowali z architektami od samego etapu rysunków koncepcyjnych dla stacji metra, planując, gdzie powinny znajdować się tablice informacyjne i jak powinny wyglądać. Ustalali lokalizację napisów na podstawie trasy przejścia pasażera, tak aby mógł jak najszybciej i najprościej znaleźć wszystkie potrzebne informacje. Zgodnie z propozycją barwą zakładową Metra Warszawskiego stał się granatowy, widoczny w tle tablic z nazwą stacji, na tablicach kierunkowych czy na linijce z przebiegiem trasy metra. Do innych charakterystycznych elementów należały pomarańczowe schematy linii metra czy okolic stacji, a także charakterystyczny granatowy pas z nazwą stacji, ciągnący się przez całą długość peronu, oraz tablice pokazujące kierunek ruchu. System, który powstał, na stałe wpisał się w codzienny krajobraz dojeżdżających do pracy warszawiaków.

## Nagrody
Roman Duszek zdobył wiele nagród w dziedzinie projektowania i nauczania, m.in.:
- WPGA Doroczna nagroda Pollux
- International Logos and Trademarks Competition, Supon Design Group, Nowy Jork, Award of Excellence
- Międzynarodowe Biennale Sztuki Komputerowej, Rzeszów, II nagroda
- American Craft Council, konkurs na logo, pierwsza nagroda
- National Center for Super-computers Applications, American Corporate Identity, Award of Excellence
- Międzynarodowy konkurs ICSID-Kyoto, Japonia, pierwsza nagroda
- Konkurs na logo telewizji polskiej, pierwsza nagroda
- Konkurs na identyfikację wizualną Polskich Linii Lotniczych LOT, pierwsza nagroda
- Ogólnopolska wystawa graficzna, nagroda Ministra Sztuki i Kultury
- Nagroda Ministra Kultury za nauczanie
- Foundation Award for Teaching, Missouri State University[3][6]

W 2015 został nagrodzony Srebrnym Medalem „Zasłużony Kulturze Gloria Artis”.